# Vladimír Bína
Vladimír Bína (7 dicembre 1909 – 15 ottobre 1988) è stato un calciatore cecoslovacco, di ruolo attaccante.

## Carriera

### Club
Conta 261 presenze e 38 reti nella massima serie cecoslovacca, oltre a 2 presenze ed 1 rete in Coppa Mitropa.

### Nazionale
Il 17 settembre 1933 esordisce in Cecoslovacchia-Austria (3-3).